# Инро
Инро (яп. 印籠 инро:) — коробочка для хранения мелких предметов. Так как в традиционном японском одеянии отсутствуют карманы, личные вещи часто подвешивались на поясе (оби) в различных ёмкостях сагэмоно (яп. 下げ物). Большинство типов сагэмоно предназначались для конкретного содержимого, например, табака (тогда это был кисет), трубки, кисточки для письма и туши. А вот инро создавался для хранения чего-либо маленького. Состоящий из нескольких отделений, вставляющихся одно в другое, инро обычно использовался для хранения личной печати и лекарств. Инро делались из дерева, слоновой кости или кости и часто покрывались лаком. Инро, подобно связанным с ним одзимэ и нэцкэ, с течением времени превратился из чисто утилитарного предмета в объект высокого искусства и потрясающего мастерства.